# San José Motején
San José Motején är en ort i Mexiko.   Den ligger i kommunen Copainalá och delstaten Chiapas, i den sydöstra delen av landet, 700 km öster om huvudstaden Mexico City. San José Motején ligger 635 meter över havet och antalet invånare är 137.
Terrängen runt San José Motején är kuperad österut, men västerut är den bergig. Runt San José Motején är det ganska tätbefolkat, med 72 invånare per kvadratkilometer. Närmaste större samhälle är San Fernando, 17,8 km söder om San José Motején. I omgivningarna runt San José Motején växer huvudsakligen savannskog.